# (1071) Brita
(1071) Brita – planetoida z grupy pasa głównego asteroid okrążająca Słońce w ciągu 4 lat i 251 dni w średniej odległości 2,8 au. Została odkryta 3 marca 1924 roku w Obserwatorium Simejiz na górze Koszka na Półwyspie Krymskim przez Władimira Albickiego. Nazwy planetoidy pochodzi od Wielkiej Brytanii, a została nadana z wdzięczności za zbudowanie w tym kraju 1-metrowego teleskopu dla Obserwatorium Simejiz. Przed nadaniem nazwy planetoida nosiła oznaczenie tymczasowe (1071) 1924 RE.